# Place Meffre
Pour les articles homonymes, voir Meffre.
La place Meffre est une voie de la commune française de Tours.

## Situation et accès
Située dans le quartier Sanitas, sur la rive gauche de la Loire et la rive droite du Cher, elle est accessible par l'avenue du Général-de-Gaulle, et bordée par la rue Théophane-Vénien.

## Origine du nom
Elle porte le nom de l'architecte tourangeau Jacques-Aimé Meffre (1795-1868).

## Historique
Créée dans les années 1960, réaménagée une première fois en 1998, elle a fait l'objet d'un nouveau réaménagement complet en 2012.